# XXXVII Puchar Gordona Bennetta (balonowy)
37 Puchar Gordona Bennetta – zawody balonów wolnych o Puchar Gordona Bennetta zorganizowane w Albuquerque w USA. Start nastąpił 4 października 1993 roku.

## Uczestnicy
Wyniki zawodów.
| Zajęte miejsce | Balon             | Załoga Pilot Pomocnik pilota                  | Kraj                                 | Czas lotu [h]   | Odległość [km]  | Miejsce lądowania              |
| -------------- | ----------------- | --------------------------------------------- | ------------------------------------ | --------------- | --------------- | ------------------------------ |
| 1.             | OE-PZS Polarstern | Josef Starkbaum Rainer Röhsler                | Austria                              | 59:29           | 1832,00         | Campbellsport, Wisconsin (USA) |
| 2.             |                   | Wilhelm Eimers Bernd Landsmann                | Niemcy                               | 66:02           | 1557,50         | Buffalo, Minnesota (USA)       |
| 3.             |                   | Alan Fraenckel Jackie Robertson               | Wyspy Dziewicze Stanów Zjednoczonych | 45:28           | 950,60          | Wood River, Nebraska (USA)     |
| 4.             |                   | Thomas Lewetz Silvia Wagner                   | Austria                              | 52:36           | 899,10          | Whitman, Nebraska (USA)        |
| 5.             |                   | Volker Kuinke Jörg Schellhove                 | Niemcy                               | 32:50           | 305,20          | Mosca, Colorado (USA)          |
| 6.             |                   | Saburo Ichyoshi Maico Oiwa                    | Japonia                              | 21:07           | 234,80          | Roy, New Mexico (USA)          |
| 7.             | N37915            | Stefan Makné Waldemar Ozga                    | Polska                               | 22:10           | 219,70          | Cimmaron, New Mexico (USA)     |
| 8.             | N147SP            | Jerzy Czerniawski Jerzy Góźdź                 | Polska                               | 20:26           | 187,40          | Wagon Mound, New Mexico (USA)  |
| 9.             |                   | Johann Fürstner Hans Huber                    | Austria                              | 20:41           | 186,40          | Wagon Mound, New Mexico (USA)  |
| 10.            |                   | Karl Spenger Christian Stoll                  | Szwajcaria                           | 21:28           | 186,30          | Ocate, New Mexico (USA)        |
| 11.            |                   | John Mike Wallace Ronald G. Senez             | Stany Zjednoczone                    | 20:45           | 185,10          | Wagon Mound, New Mexico (USA)  |
| 12.            |                   | Heinz Brachtendorf Karl-Heinz Hutmacher       | Niemcy                               | 19:58           | 181,00          | Ocate, New Mexico (USA)        |
| 13.            |                   | Werner Najer Hans Jörg Fröhlin                | Szwajcaria                           | 19:27           | 172,10          | Ft.Union, New Mexico (USA)     |
| 14.            |                   | Randy Woods Gordon Boring                     | Stany Zjednoczone                    | 18:50           | 148,10          | La Cueva, New Mexico (USA)     |
| 15.            |                   | Hans Akerstedt Jan Balkedal                   | Szwecja                              | 16:35           | 113,70          | Pecos, New Mexico (USA)        |
| 16.            |                   | Peter Vizzard John Wallington                 | Australia                            | 15:07           | 93,20           | Glorieta, New Mexico (USA)     |
| 17.            |                   | Clotaire Castanier Thierry Villey-Desmeserets | Francja                              | 18:23           | 85,50           | Los Alamos, New Mexico (USA)   |
| 18.            |                   | David Levin Troy Bradley                      | Stany Zjednoczone                    | 14:53           | 79,60           | Los Alamos, New Mexico (USA)   |
| 19.            |                   | Jacques Soukup John Stuart-Jervis             | Wyspy Dziewicze Stanów Zjednoczonych | 11:07           | 10,50           | Albuquerque, New Mexico (USA)  |
| -              |                   | Ron Martin Danielle Francoeur                 | Kanada                               | nie wystartował | nie wystartował | nie wystartował                |